# ایوان آرمز
ایوان آرمز (انگلیسی: Ivan Armes; ۶ آوریل ۱۹۲۴ – ۱۱ نوامبر ۲۰۱۵) بازیکن فوتبال اهل انگلستان بود.

## باشگاهی
از باشگاه‌هایی که در آن بازی کرده‌است می‌توان به باشگاه فوتبال نوریچ سیتی اشاره کرد.